# Грант, Чапман
Чапман Грант (1887—1983) — американский герпетолог и историк. Был последним внуком президента США Улисса Гранта. В честь учёного названы два вида змей: Epicrates monensis granti и Typhlops granti, а также зал в Музее естественной истории Сан-Диего (англ. San Diego Natural History Museum).
В 1930-1950-е годы активно ездил в экспедиции. Грант открыл и описал 15 новых видов пресмыкающихся Карибского региона, например, Cyclura lewisi.
Был женат и имел двух детей. Его пережил сын Улисс С. Грант V (англ. Ulysses S. Grant V; 21 сентября 1920 — 7 марта 2011).

## Труды
- (1935). «Secondary sexual differences and notes on the mud turtle Kinosternon subrubrum in northern Indiana». American Midland Naturalist 16 (5): 798—800.
- (1935). «Natrix sipedon sipedon in central Indiana, its individual and sexual variation». American Midland Naturalist 16 (6): 921—931.
- (1937). «Herpetological notes from central Kansas». American Midland Naturalist 18 (3): 370—372.
- (1940). (with W. Gardner Lynn). «The Herpetology of Jamaica». Bull. Inst. Jamaica Sci., Series 1: 1-148.
- (1960). «Differentiation of the two southwestern tortoises (genus Gopherus), with notes on their habits». Trans. San Diego Nat. Hist. Soc. 12 (27): 441—448.